# 함지훈
함지훈(咸志勳, 1984년 12월 11일 ~ )은 대한민국의 농구 선수이다. 현재 울산 모비스 피버스 소속으로 뛰고 있다. 2012년 4월 21일 2살 연상의 김민경과 결혼하였다.